# Abdelaziz Ferrah
Abdelaziz Ferrah ou Abdelaaziz Ferrah né en 1939 dans la localité de Sidi Erghiss dans la Wilaya d'Oum El Bouaghi et mort le 20 juillet 2011, est écrivain algérien et ingénieur en agronomie et géographe.

## Biographie
Natif de la Wilaya d'Oum El Bouaghi dans les Aurès , il suit des études en agronomie et en géographie, il est diplôme de l'Université de Nantes.